# Маршрутное транспортное средство
Маршрутное транспортное средство — транспортное средство общего пользования (трамвай, троллейбус, автобус), движущееся по установленному маршруту с заранее определёнными местами остановки.
Маршрутное транспортное средство в общем случае не имеет какого-либо преимущества перед другими участниками дорожного движения. Исключения — трамвай (при прочих равных условиях он имеет преимущество перед нерельсовыми транспортными средствами); начало движения маршрутного транспортного средства от остановки, расположенной в населённом пункте (в этом случае оно имеет преимущество).
На маршрутные транспортные средства не распространяются действие следующих дорожных знаков:
- 4.1.1 Движение прямо
- 4.1.2 Движение направо
- 4.1.3 Движение налево
- 4.1.4 Движение прямо или направо
- 4.1.5 Движение прямо или налево
- 4.1.6 Движение направо или налево
- 3.1 Въезд запрещен
- 3.2 Движение запрещено
- 3.3 Движение механических транспортных средств запрещено
- 3.18.1 Поворот направо запрещен
- 3.18.2 Поворот налево запрещен
- 3.19 Разворот запрещен
- 3.27 Остановка запрещена

Например, маршрутное транспортное средство, высаживая пассажира, может остановиться рядом со знаком, запрещающим остановку.

## Полоса для маршрутных транспортных средств
На некоторых участках дороги специально для маршрутных транспортных средств выделяют специальную полосу, которая обозначается знаками 5.11, 5.13.1, 5.13.2 или 5.14. Также в дополнение к знаку полоса может быть обозначена разметкой 1.23 в виде буквы «A» на всей протяжённости полосы и жёлтой линией разметки. Согласно пункту 18.2 ПДД, сама по себе разметка 1.23 не запрещает выезд не маршрутным транспортным средствам на обозначенную ею полосу, если ей не сопутствуют знаки 5.11, 5.13.1, 5.13.2, 5.14.
Если эта полоса отделена от остальной проезжей части прерывистой линией разметки, то при поворотах транспортные средства должны перестраиваться на нее. Разрешается также в таких местах заезжать на эту полосу при въезде на дорогу и для посадки и высадки пассажиров у правого края проезжей части при условии, что это не создает помех маршрутным транспортным средствам.